# Isola Moe
L'isola Moe è un piccolo isolotto che fa parte dell'arcipelago delle Isole Orcadi Meridionali.

## Storia
L'isola fu cartografata nel 1912-13 dal baleniere norvegese Petter Sørlle, e battezzata con l'attuale denominazione in omaggio al capitano M. Thoralf Moe.

## Territorio
È una piccola isola di forma irregolare, di 1,2 km2 di superficie, situata in prossimità dell'estremità sud-occidentale dell'isola di Signy, dalla quale la separa il Canale di Fyr. Ha una costa frastagliata e ripida e raggiunge un'altitudine di 226 m a Snipe Peak.
L'isola è dominata da scisti metamorfici e gran parte dell'isola è coperta da detriti glaciali e ghiaioni.

## Flora
L'isola ospita un esteso tappeto di muschi Chorisodontium-Polytrichum, una delle aree più estese di vegetazione presenti nell'Antartide.

## Fauna
In passato l'isola ospitava una numerosa colonia (oltre 10.000 esemplari) di pigoscelide antartico (Pygoscelis antarcticus) la cui consistenza si è progressivamente ridotta sino a un centinaio di esemplari censiti nel 2006. Altre specie di uccelli nidificanti sull'isola sono la procellaria del capo (Daption capense), il prione antartico (Pachyptila desolata) e il petrello delle nevi (Pagodroma nivea).
Nelle baie della costa occidentale dell'isola è inoltre frequente la presenza della foca di Weddell (Leptonychotes weddellii), della foca mangiagranchi (Lobodon carcinophagus), della foca leopardo (Hydrurga leptonyx) e dell'otaria orsina antartica  (Arctocephalus gazella).

## Conservazione
L'isola rappresenta un esempio tipico di ecosistema marino antatrico, per la presenza di grandi tappeti di muschio e di numerose colonie di uccelli nidificanti. Per tali ragioni il territorio dell'isola è protetto dal Trattato Antartico come Area Specialmente Protetta dell'Antartide (codice ASPA 109) ed è classificato da Birdlife International come Important Bird Area (IBA).